# Лахуд, Гибран
Мануэль Гибран Лахуд Бохалиль (исп. Manuel Gibran Lajud Bojalil; 25 декабря 1993, Мехико, Мексика) — мексиканский футболист, вратарь клуба «Гуанакастека». Участник Олимпийских игр 2016 года в Рио-де-Жанейро.

## Клубная карьера
Лахуд — воспитанник клуба «Крус Асуль». В 2014 году для получения игровой практики он на правах аренды перешёл в «Тихуану». 27 июля в матче против столичной «Америки» Гибран дебютировал в мексиканской Примере, заменив во втором тайме, получившего травму Сирило Сауседо. Из-за высокой конкуренции Лахуд выступал за команду только в матчах Кубка Мексики. Летом 2015 года после окончания аренды «Тихуана» выкупила его трансфер у «Крус Асуль».

## Международная карьера
В 2013 году в составе молодёжной сборной Мексики Лахуд принял участие в Турнире в Тулоне. В том же году он стал чемпионом КОНКАКАФ среди молодёжных команд. На турнире он был запасным и на поле не вышел. Летом 2013 года Гибран поехал с молодёжной командой на чемпионат мира в Турцию, но и там он был дублирующим голкипером и не сыграл ни минуты.
В 2015 году Лахуд помог олимпийской сборной выиграть отборочный турнир и был признан его лучшим вратарём. В том же году он завоевал серебряные медали Панамериканских игр в Канаде. На турнире он сыграл в матчах против команд Парагвая, Тринидада и Тобаго, Панамы и дважды Уругвая.
Летом 2016 года Лахуд в составе олимпийской сборной Мексики принял участие в Олимпийских играх в в Рио-де-Жанейро. На турнире он был запасным и на поле не вышел.
11 октября 2018 года в товарищеском матче против сборной Коста-Рики Лахуд дебютировал за сборную Мексики.

## Достижения
Международные
 Мексика (до 23)
- Панамериканские игры — 2015